# 格拉西姆·阿列克谢耶维奇·科尔帕科夫斯基
格拉西姆·阿列克谢耶维奇·科尔帕科夫斯基（俄语：Гера́сим Алексе́евич Колпако́вский，1819年—1896年），俄罗斯帝国陆军步兵上将，俄羅斯入侵中亞进程中的重要人物。1871年7月4日，时任七河省巡抚的科尔帕科夫斯基率领“伊宁远征军”近2000兵力入侵新疆，占领伊犁。